# Flugplatz Suðureyri

i8
i11
i13
Der Flugplatz Suðureyri (früher IATA-Code: SUY, ICAO-Code: BISU) lag in den Westfjorden von Island.
Das Dorf Suðureyri liegt am Südufer des Súgandafjörðurs in der Gemeinde Ísafjarðarbær am Ende des Súgandafjarðarvegurs .
Dieser überquerte die über 500 m hohe Botnsheiði und war besonders im Winter nicht immer passierbar.
Ab 1965 wurden nach einem möglichen Standort für einen Flugplatz gesucht.
Man wählte einen Platz westlich, dicht bei dem Dorf unterhalb des Berges Spillir (268 m) aus.
Dort war aber nur eine Landebahnlänge von knapp 500 m möglich.
Mit dem Bau wurde im Sommer 1975 begonnen. Flugfélagið Ernir begann mit Postflügen und Flugfélagið Vængir mit Linienflügen im Herbst des Jahres.
Wegen der kurzen Start- und Landebahn war der Anflug schwierig.
Sie konnte später auf 535 m verlängert werden.
Mit dem Flugplatz hatten sich die winterlichen Verkehrsbedingungen deutlich verbessert.
Die Post- und Linienflüge wurden 1991 eingestellt.
In dem Jahr wurde der Bau des Straßentunnels Vestfjarðagöng begonnen und sie verbesserten nach Fertigstellung 1996 die Straßenbedingungen.
Wenige Jahre später wurde der Flugplatz nicht mehr bei der isländischen Flugverwaltung Isavia gelistet.